# Bobby Martinez
Bobby Martínez es un surfista profesional nacido el 26 de mayo de 1982 en , Santa Bárbara, California donde reside actualmente.

## Carrera profesional
Bobby Martínez tuvo una infancia dura. El barrio donde creció estaba rodeado de mafiosos y convictos. Sin embargo, él optó por el surf.
Su surf creció en la escuela NSSA (National Scholastic Surfing Association), donde ganó el título nacional en siete ocasiones. En 2006 dio el salto al ASP World Tour. En su primer evento como profesional, en el Quiksilver Pro Gold Coast, terminó en un inaudito tercer puesto que, hasta entonces, es el récord de un rookie (novato) en la historia del WCT. Ese mismo año ganaría en Tahití y Mundaca.
Fue nombrado en 2006 "Novato del Año" (Rookie of the Year).

## Victorias
A continuación, el desglose, de sus victorias en los eventos de cada año:
- 2006

- Billabong Pro Teahupoo - Tahití

- Billabong Pro Mundaka, Mundaca, España
- 2007

- Billabong Pro Mundaka, Mundaca, España
- 2009

- Billabong Pro Teahupoo - Tahití